# Felipe Benítez Reyes
Felipe Benítez Reyes (Rota, 25 febbraio 1960) è uno scrittore e poeta spagnolo.

## Biografia
Nato nel 1960 a Rota, vi risiede e lavora.
Dopo la laurea in filologia ispanica all'Università di Cadice, ha esordito nel 1982 con la raccolta di liriche Paraíso manuscrito.
Autore versatile, nel corso della sua carriera ha pubblicato romanzi, raccolte di racconti e di poesie, libri per ragazzi, saggi e un testo teatrale e le sue opere sono state tradotte in inglese, francese, russo, rumeno, italiano e portoghese.
Tra i riconoscimenti ottenuti si segnale il Premio Nadal del 2007 per il romanzo Il mercato dei miraggi, storia di due ladri di opere d'arte in pensione alle prese con il loro ultimo colpo.

## Opere

### Poesia
- Paraíso manuscrito (1982)
- Los vanos mundos (1985)
- Pruebas de autor (1989)
- La mala compañía (1989)
- Sombras particulares (1992)
- Vidas improbables (1995)
- El equipaje abierto (1996)
- Poesie scelte, 1979-1999 (Antología poética, 1979-1999, 1999), Firenze, Pagliai Polistampa, 2004 traduzione di Francesco Luti ISBN 88-8304-829-6.
- Escaparate de venenos (2000)
- Simmetria e altre poesie, Pistoia, Via del vento, 2004 traduzione di Alessandro Ghignoli ISBN 88-87741-70-0.
- La misma luna (2007)
- Las identidades (2012)
- Ya la sombra (2018)

### Saggistica
- Rafael de Paula (1987)
- Bazar de ingenios (1991)
- La maleta del náufrago (1997)
- Gente del siglo (1997)
- Palco de sombra (1997)
- Serranía de Ronda (1999)
- El ocaso y el oriente (2000)
- Papel de envoltorio (2001)
- Don Quijote y Don Juan, muñecos místicos (2005)
- Las respuestas retóricas (2011)
- Oficina universal de soluciones (2013)
- Política y polichinela (2014)
- El intruso honorífico (2019)

### Narrativa
- Chistera de duende (1991)
- In via del tutto eccezionale (Tratándose de ustedes, 1992), Roma, La Nuova Frontiera, 2002 traduzione di Giorgio de Marchis ISBN 88-8373-018-6.
- Un mundo peligroso (1994)
- La propiedad del paraíso (1995)
- Humo (1995)
- Impares, fila 13 con Luis García Montero (1996)
- Maneras de perder (1997)
- Lo sposo del mondo (El novio del mundo, 1998), Roma, Fazi, 2004 traduzione di Ursula Bedogni ISBN 88-8112-559-5.
- Al peggio non c'è mai fine (Lo que viene después de lo peor, 1998), Milano, Mondadori, 2001 traduzione di Fiammetta Biancatelli ISBN 88-04-49485-9.
- Los libros errantes (2002)
- Il pensiero dei mostri (El pensamiento de los monstruos, 2002), Roma, Fazi, 2009 traduzione di Ursula Bedogni ISBN 978-88-6411-001-1.
- Il mercato dei miraggi (Mercado de espejismos), Roma, Fazi, 2007 traduzione di Ursula Bedogni ISBN 978-88-8112-875-4.
- El caballo cobarde (2008)
- Oficios estelares (2009)
- Formulaciones tautológicas (2010)
- Cada cual y lo extraño (2013)
- El azar y viceversa (2016)
- Por regiones fingidas (2020)

### Teatro
- Los astrólogos errantes: leyenda en verso en tres actos (2005)

## Premi e riconoscimenti
Premio Loewe
- 1992 vincitore con Sombras particulares

Premio Internacional de Poesía Ciudad de Melilla
- 1994

Premio Ateneo de Sevilla
- 1995 vincitore con Humo

Premio de la Crítica de poesía castellana
- 1995 vincitore con Vidas improbables

Premio Nacional de Literatura en la modalidad de Poesía
- 1996 vincitore con Vidas improbables

Premio Nadal
- 2007 vincitore con Il mercato dei miraggi